# 鮭スペアレ
鮭スペアレ（しゃけすぺあれ、SYAKE-SPEARE）は、日本の劇団。

## 概観
2005年、日本大学芸術学部演劇学科在学中の中込遊里と東海林有布によって女性中心の音楽劇団として旗揚げ。「演劇とは贅沢な遊び・秘密のパーティー」というモットーのもと、アトリエやアートスペースでの公演を重ねた。
名前の由来は、劇作家シェイクスピア（William Shakespeare 1564-1616）をローマ字で読み、旗揚げ二人のイニシャルになぞらえてhをyと置き換えたもの。
2010年より、新たに作曲家・五十部裕明を迎え、中込の作・演出で、日本語を発語することから発想する生演奏の音楽劇を上演。2013年より古典戯曲の上演を開始。ジャンルを問わないミュージシャンによる生演奏・力強さと柔らかさを兼ね備えた何ものにもならないニュートラルな身体と音声で、「コンテンポラリー能」とも言われる独特の世界観を築く。
2016年より、たちかわ創造舎（東京都立川市）を拠点とし、中込の地元である東京・多摩地域と世界とをつなぐ演劇集団を目指している。 (公式HPより引用）

## 近年の作品
- 「ロミオとヂュリエット」原作：ウィリアム・シェイクスピア/訳：坪内逍遥（2014年 - 2015年）
- 「ハムレット」原作：ウィリアム・シェイクスピア/訳：坪内逍遥（2017年 - 2018年）
- 「マクベス」原作：ウィリアム・シェイクスピア/訳：坪内逍遥（2018年 - 2019年）
- 「リヤ王」原作：ウィリアム・シェイクスピア/訳：坪内逍遥（2020年）
- 「リチャード三世」原作：ウィリアム・シェイクスピア/訳：坪内逍遥（2021年）

## 団員
- 中込遊里（主宰）
- 清水いつ鹿
- 宮川麻理子
- 上埜すみれ
- 片ひとみ
- 葵
- 水上亜弓
- 五十部裕明
- 有布